# Ninh Sơn, thành phố Tây Ninh
Ninh Sơn là một phường thuộc thành phố Tây Ninh, tỉnh Tây Ninh, Việt Nam.

## Địa lý
Phường Ninh Sơn nằm ở phía đông bắc thành phố Tây Ninh, có vị trí địa lý:
- Phía đông giáp phường Ninh Thạnh
- Phía tây giáp Phường 1 và xã Bình Minh
- Phía nam giáp phường Hiệp Ninh
- Phía bắc giáp xã Tân Bình và xã Thạnh Tân.

Phường Ninh Sơn có diện tích 25,33 km², dân số năm 2022 là 29.926 người, mật độ dân số đạt 1.181 người/km².

## Hành chính
Phường Ninh Sơn được chia thành 8 khu phố: Ninh Lộc, Ninh Tân, Ninh Thọ, Ninh Trung, Ninh An, Ninh Phú, Ninh Thành, Ninh Bình.

## Lịch sử
Ngày 4 tháng 4 năm 1979, Hội đồng Chính phủ ban hành Quyết định số 143-CP về việc thành lập xã Ninh Sơn thuộc huyện Hòa Thành trên cơ sở 4 thôn: Ninh Tân, Ninh Trung, Ninh Lộc, Ninh Thọ của xã Ninh Thạnh.
Ngày 10 tháng 8 năm 2001, Chính phủ ban hành Nghị định số 46/2001/NĐ-CP về việc sáp nhập xã Ninh Sơn thuộc huyện Hòa Thành vào thị xã Tây Ninh quản lý.
Ngày 29 tháng 12 năm 2013, Chính phủ ban hành Nghị quyết số 135/NQ-CP về việc:
- Thành lập phường Ninh Sơn thuộc thị xã Tây Ninh trên cơ sở toàn bộ 2.534,8 ha diện tích tự nhiên và 20.991 nhân khẩu của xã Ninh Sơn.
- Thành lập thành phố Tây Ninh thuộc tỉnh Tây Ninh. Phường Ninh Sơn trực thuộc thành phố Tây Ninh.